# Xã Monticello, Quận Piatt, Illinois
Xã Monticello (tiếng Anh: Monticello Township) là một xã thuộc quận Piatt, tiểu bang Illinois, Hoa Kỳ. Năm 2010, dân số của xã này là 5.906 người.